# Aleuropteryx cupressi
Aleuropteryx cupressi is een insect uit de familie van de dwerggaasvliegen (Coniopterygidae), die tot de orde netvleugeligen (Neuroptera) behoort. 
De wetenschappelijke naam Aleuropteryx cupressi is voor het eerst geldig gepubliceerd door Meinander in 1974.